# Hondoniscus mogamiensis
Hondoniscus mogamiensis är en kräftdjursart som beskrevs av Nunomura1990. Hondoniscus mogamiensis ingår i släktet Hondoniscus och familjen Trichoniscidae. Inga underarter finns listade i Catalogue of Life.